# Gare de Lapeyrouse
La gare de Lapeyrouse est une gare ferroviaire française des lignes de Commentry à Gannat et de Lapeyrouse à Volvic, située sur le territoire de la commune de Lapeyrouse dans le département du Puy-de-Dôme en région Auvergne-Rhône-Alpes.
C'est une halte de la Société nationale des chemins de fer français (SNCF), desservie par des trains TER Auvergne-Rhône-Alpes.

## Situation ferroviaire
Établie à 494 m d'altitude, la gare de Lapeyrouse est située au point kilométrique (PK) 358,815 (tronçon à double voie) de la ligne de Commentry à Gannat, entre les gares ouvertes de Commentry et de Louroux-de-Bouble. Ancienne gare de bifurcation elle est l'origine de la Ligne de Lapeyrouse à Volvic (suspendue au trafic voyageur et fret le 8 décembre 2007).

## Histoire
Jusqu'au 8 décembre 2007, des trains TER Auvergne assuraient une desserte de Lapeyrouse sur la ligne entre Montluçon-Ville et Clermont-Ferrand via Lapeyrouse et Volvic.
Le tronçon Lapeyrouse-Volvic n'est cependant plus desservi.

## Service des voyageurs

### Accueil
Halte SNCF, c'est un point d'arrêt non géré (PANG) à entrée libre.

### Desserte
La gare est desservie par les trains TER Auvergne-Rhône-Alpes reliant Montluçon-Ville à Gannat et Clermont-Ferrand.

### Intermodalité
Un parking pour les véhicules y est aménagé.